# Zorn (Familienname)
Zorn ist ein deutscher Familienname. Der Name leitet sich vom mittelhochdeutschen Wort zorn bzw. zorne ab, welches dem hochdeutschen Wort Zorn entspricht. Somit ist der Name Zorn ein Übername. In Einzelfällen leitet sich der Name auch als Herkunftsname von der hessischen Siedlung Zorn (Heidenrod) ab.

## Namensträger
- Adam Zorn (1863–1930), Bürgermeister und Abgeordneter
- Anders Zorn (1860–1920), schwedischer Maler, Grafiker und Bildhauer
- André Zorn (* 1963), deutscher Meteorologe und Politiker (PDS, Die Linke)
- Anja Zorn (* 1968), deutsche Fußballspielerin
- Armand Zorn (* 1988), deutscher Unternehmensberater und Politiker (SPD)
- Bartholomaeus Zorn (1639–1717), deutscher Mediziner
- Bernd Zorn (* 1952), deutscher Ingenieur und Mechaniker
- Constanze Zorn (1962–2024), deutsche Malerin, Grafikerin und Buchgestalterin
- Daniel Zorn (* 1981), deutscher Finanzwissenschaftler und Hochschullehrer
- Daniel-Pascal Zorn (* 1981), deutscher Philosoph
- Eberhard Zorn (* 1960), deutscher General
- Edda Singrün-Zorn (1924–2017), deutsche Schauspielerin, Schriftstellerin und Dichterin
- Eduard Zorn (1901–1945), deutscher Offizier
- Elmar Zorn (* 1945), deutscher Kunstberater, Ausstellungskurator und Publizist
- Erich Zorn (1898–1996), deutscher Ingenieur
- Florian Alexandru-Zorn (* 1984), deutscher Musikautor und Schlagzeuger
- Franz Zorn (* 1970), österreichischer Eisspeedwayfahrer
- Friedrich Zorn (Chronist) (1538–1610), deutscher Chronist
- Friedrich Zorn (Apotheker) (1643–1716), deutscher Apotheker
- Friedrich Zorn (Videokünstler), österreichischer Videokünstler
- Friedrich Albert Zorn (1816–1895), deutscher Tänzer und Choreograf
- Fritz Zorn (1944–1976), Pseudonym von Federico Angst, Schweizer Lehrer und Autor
- Gerda Zorn (1920–2021), deutsche Autorin, Journalistin und Zeitzeugin
- Gustav Zorn (1845–1893), deutscher Maler
- Hans Zorn (General) (1891–1943), deutscher General
- Hans Zorn (Mediziner) (1899–1957), deutscher Zahnmediziner
- Hasso Zorn (1931–2016), deutscher Synchronsprecher
- Heinz-Bernhard Zorn (1912–1993), deutscher Offizier und Kampfflieger
- Hermann Zorn (1896–1983), deutscher Chemiker
- Holger Zorn (* 1967), deutscher Lebensmittelchemiker und Hochschullehrer
- Jim Zorn (* 1953), US-amerikanischer American-Football-Spieler und -Trainer
- Johann Heinrich Zorn (1698–1748), deutscher Pfarrer und Ornithologe
- Johannes Zorn (1739–1799), deutscher Botaniker
- John Zorn (* 1953), US-amerikanischer Komponist und Bandleader
- Josef Zorn (1885–1954), deutscher Politiker (Zentrum), MdR
- Julia Zorn (* 1990), deutsche Eishockeyspielerin
- Klaus Zorn (* 1934), deutscher Diplomat
- Ludwig Zorn (1865–1921), deutscher Maler
- Magdalena Zorn (* 1984), deutsche Musikwissenschaftlerin und Hochschullehrerin
- Margit Zorn (* 1962), deutsche Richterin
- Max August Zorn (1906–1993), deutsch-US-amerikanischer Mathematiker
- Michael Zorn, Pseudonym von Artur Wolfgang von Sacher-Masoch (1875–1953), österreichischer Schriftsteller
- Peter Zorn (1682–1746), deutscher Theologe und Hochschullehrer
- Philipp Zorn (1850–1928), deutscher Rechtswissenschaftler
- Richard Zorn (1860–1945), deutscher Pomologe, Heimatforscher und Autor
- Richard Zorn (Architekt) (1905–1987), deutscher Architekt
- Roland Zorn (* 1945), deutscher Journalist
- Rudolf Zorn (1893–1966), deutscher Politiker (SPD)
- Timo Zorn (* 1984/1985), deutscher American-Football-Spieler und -Trainer
- Thomas Zorn (* 1953), deutscher Journalist
- Tomas Zorn (* 1986), deutscher Rechtsanwalt und Spielervermittler
- Trischa Zorn (* 1964), US-amerikanische Schwimmerin
- Ursula Maria Zorn (1674–1711), deutsche Dichterin des Pietismus
- Uwe Zorn (* 1961), deutscher Fußballspieler
- Waldemar Zorn (Politiker) (1938–2008), deutscher Politiker (CSU)
- Waldemar Zorn (Missionar) (* 1950), russlanddeutscher Missionar, Verlagsleiter und Autor
- Walter Zorn (1915–2000), deutscher Fotograf
- Werner Zorn (* 1942), deutscher Informatiker und Hochschullehrer
- Wilhelm Zorn (1884–1968), deutscher Tierzucht- und Futterbauwissenschaftler
- Wilhelm Zorn (Stenotypist) (1913–2002), österreichischer Hofrat, Stenograf, Publizist, Herausgeber und Verbandsfunktionär
- Wolfgang Zorn (Historiker) (1922–2004), deutscher Wirtschaftshistoriker
- Wolfgang Zorn (Kirchenlieddichter) (1929–2001), deutscher Lehrer, Kirchenlieddichter und Kirchenliedübersetzer
- Zachary Zorn (* 1947), US-amerikanischer Schwimmer